# Бен Йеддер, Виссам
Висса́м Бен-Йедде́р (фр. Wissam Ben Yedder; 12 августа 1990, Сарсель, Валь-д’Уаз) — французский футболист, нападающий иранского клуба «Сепахан». Выступал за сборную Франции.

## Клубная карьера
Виссам Бен-Йеддер — воспитанник клубов «Гарж Ле Гоннес» и «Сен-Дени». В 2009 году перешёл в клуб «Альфорвиль», за сезон в котором сыграл в Любительском чемпионате Франции 23 матча и забил 9 голов.
Летом 2010 года стал игроком «Тулузы». Дебютировал в Лиге 1 16 октября 2010 года в матче против «Пари Сен-Жермен», заменив Янниса Тафера на 61-й минуте встречи.
21 апреля 2012 года Бен Йеддер, использовав передачу Адриана Регаттена, забил свой первый гол за «Тулузу» (в ворота «Эвиана»).
Начало сезона 2012/13 получилось для форварда результативным: в первых 10 турах чемпионата он забил 7 голов и с 6-го по 9-й тур находился на втором месте в списке бомбардиров турнира, уступая только Златану Ибрагимовичу.
30 ноября 2013 года Бен-Йеддер забил хет-трик в домашнем матче против Сошо (5-1). Ещё один хет-трик он оформил 17 мая 2014 года в матче против Валансьена, закончившегося победой 3-1.
20 сентября 2014 года Бен-Йеддер забил пенальти в матче против Кана (3-3). Благодаря этому голу он достиг отметки в 35 голов в Лиге 1 за Тулузу, превзойдя Андре-Пьера Жиньяка как лучшего бомбардира клуба в 21-м веке. 19 декабря 2015 года достиг отметки в 50 голов, забив гол в ничейном матче против Лилля. 9 января он оформил ещё один хет-трик в матче против Реймса (3-1).
30 июля 2016 года было объявлено о переходе Бен-Йеддера в «Севилью». Свой первый мяч Виссам забил в рамках чемпионата Испании против «Эспаньола». Тот матч закончился со счётом 6:4 в пользу «Севильи».
7 января 2017 год Бен-Йеддер оформил хет-трик в ворота «Реал Сосьедада», игра завершилась со счётом 4-0.
26 сентября в рамках группового этапа Лиги чемпионов УЕФА сезона 2017/18 Бен-Йеддер забил все три гола в победном матче над словенским «Марибором», это был его первый хет-трик в турнире.
В сентябре 2018 года Бен-Йеддер забил пять голов в течение трех дней, два в матче Лиги Европы против Стандарда (5-1) и хет-трик в матче против Леванте (6-2).

## Карьера в сборной
В 2012 году Виссам Бен-Йеддер сыграл три матча за молодёжную сборную Франции. Дебютировал в команде 7 сентября в товарищеском матче со Словакией.
Нападающий в составе сборной принимал участие в отборочном цикле к чемпионату Европы 2013. 12 октября 2012 года он отыграл 68 минут в первом стыковом матче с командой Норвегии.
15 марта 2018 года главный тренер сборной Франции Дидье Дешам включил Бен-Йеддера в список футболистов для участия в товарищеских матчах против сборной Колумбии и сборной России.

## Достижения

### Командные
Сборная Франции
- Победитель Лиги наций УЕФА: 2020/21

### Личные
- Лучший бомбардир чемпионата Франции: 2019/20 (18 голов)[20][21]
- Вошёл в символическую сборную французской Лиги 1: 2021/22[22]
- Игрок месяца французской Лиги 1 (3):  декабрь 2019[23], январь 2022[24], январь 2023[25]

## Статистика

### Клубная
| Выступление      | Выступление        | Выступление        | Чемпионат | Чемпионат | Кубки | Кубки | Еврокубки | Еврокубки | Всего | Всего |
| Клуб             | Сезон              | Лига               | Игры      | Голы      | Игры  | Голы  | Игры      | Голы      | Игры  | Голы  |
| ---------------- | ------------------ | ------------------ | --------- | --------- | ----- | ----- | --------- | --------- | ----- | ----- |
| Тулуза           | 2010/11            | Лига 1             | 4         | 0         | 1     | 0     | 0         | 0         | 5     | 0     |
| Тулуза           | 2011/12            | Лига 1             | 9         | 1         | 2     | 0     | 0         | 0         | 11    | 1     |
| Тулуза           | 2012/13            | Лига 1             | 34        | 15        | 3     | 0     | 0         | 0         | 37    | 15    |
| Тулуза           | 2013/14            | Лига 1             | 38        | 16        | 4     | 1     | 0         | 0         | 42    | 17    |
| Тулуза           | 2014/15            | Лига 1             | 36        | 14        | 2     | 1     | 0         | 0         | 38    | 15    |
| Тулуза           | 2015/16            | Лига 1             | 35        | 17        | 6     | 6     | 0         | 0         | 41    | 23    |
| Тулуза           | Всего за «Тулузу»  | Всего за «Тулузу»  | 156       | 63        | 18    | 8     | 0         | 0         | 174   | 71    |
| Севилья          | 2016/17            | Ла Лига            | 31        | 11        | 6     | 5     | 5         | 2         | 42    | 18    |
| Севилья          | 2017/18            | Ла Лига            | 25        | 9         | 6     | 3     | 11        | 10        | 42    | 22    |
| Севилья          | 2018/19            | Ла Лига            | 35        | 18        | 6     | 2     | 13        | 10        | 54    | 30    |
| Севилья          | Всего за «Севилью» | Всего за «Севилью» | 91        | 38        | 18    | 10    | 29        | 22        | 138   | 70    |
| Монако           | 2019/20            | Лига 1             | 26        | 18        | 5     | 1     | 0         | 0         | 31    | 19    |
| Монако           | 2020/21            | Лига 1             | 37        | 20        | 4     | 2     | 0         | 0         | 41    | 22    |
| Монако           | 2021/22            | Лига 1             | 37        | 25        | 4     | 5     | 11        | 2         | 52    | 32    |
| Монако           | 2022/23            | Лига 1             | 32        | 19        | 1     | 1     | 10        | 5         | 43    | 25    |
| Монако           | 2023/24            | Лига 1             | 32        | 16        | 2     | 4     | 0         | 0         | 34    | 20    |
| Монако           | Всего за «Монако»  | Всего за «Монако»  | 164       | 98        | 16    | 13    | 21        | 7         | 201   | 118   |
| Всего за карьеру | Всего за карьеру   | Всего за карьеру   | 411       | 199       | 52    | 31    | 50        | 29        | 513   | 259   |

### Сборная
| Франция | Франция | Франция |
| ------- | ------- | ------- |
| Год     | Игры    | Голы    |
| 2018    | 1       | 0       |
| 2019    | 7       | 2       |
| 2020    | 3       | 0       |
| 2021    | 5       | 0       |
| 2022    | 3       | 1       |
| Всего   | 19      | 3       |